# Rete tranviaria di Miskolc
La rete tranviaria di Miskolc è la rete tranviaria che serve la città ungherese di Miskolc, composta da due linee.